# Lonchidia clavicornis
Lonchidia clavicornis är en stekelart som beskrevs av Thomson 1862. Lonchidia clavicornis ingår i släktet Lonchidia, och familjen glattsteklar. Arten är reproducerande i Sverige.